# Giacomo Salomoni
Giacomo Salomoni (1231 - 31 de maio de 1314) foi um padre católico romano italiano e um membro professo da Ordem dos Pregadores. Ele era um asceta notável conhecido por ser propenso a estados de êxtase com frequência; serviu como prior de vários conventos até se estabelecer em Forlì, onde permaneceu até sua morte.
A beatificação de Salomoni foi aprovada em meados de 1526.

## Vida
Giacomo Salomoni nasceu em 1231 na República de Veneza, filho da nobre família Salamon, uma das mais antigas casas patrícias de Veneza; sua mãe o criou depois que seu pai morreu, embora sua mãe mais tarde se tornasse uma freira cisterciense, altura em que sua avó materna o criou.
Ele se tornou um dominicano em 1248 e se tornou o prior de casas em vários lugares como Faença e San Severino, bem como em Ravena. Mas Forlì foi onde ele se estabeleceu para o resto de sua vida. Ele ganhou fama pelo dom de cura, bem como por suas habilidades proféticas obtidas por meio de um estado de êxtase. A partir de 1269 viveu em um convento dominicano em Forlì e foi chamado de "pai dos pobres".  Ele também ganhou fama por ser a pessoa que recebeu a confissão de Carino de Balsamo - o assassino de Pedro de Verona - e se tornou seu diretor espiritual .
Salomoni sofria de câncer, mas foi curado algum tempo antes de sua morte em 1314. Ele estava servindo no coro quando sofreu um ataque cardíaco repentino e morreu. Os restos mortais de Salomoni foram conservados em uma urna em Forlì, mas em 1939 foram transladados para Veneza para a basílica de Santi Giovanni e Paolo em uma capela.

## Beatificação
Em 1315, uma irmandade foi fundada para promover a veneração por Salomoni. Em 26 de junho de 1526, ele recebeu a beatificação formal do Papa Clemente VII após a confirmação de seu culto a Forlì. Mas foi só em 1568 que o Papa Pio V aprovou essa veneração por Veneza; O Papa Gregório XV aprovou seu culto aos dominicanos em 1622.
Um santuário foi construído para Salomoni na igreja de Santa Catarina de Siena, administrada pelos dominicanos em Manhattan.
O indulto mais antigo que o Papa Bento XIV cita a esse respeito é o que Clemente VII concedeu aos dominicanos do convento de Forlì em 25 de janeiro de 1526 para celebrar a missa do falecido Salomoni "tantas vezes durante o ano quanto sua devoção os motivasse. faça-o "(Bento XIV, De canonizatione de SS.) 